# Maurice-Victor-Alphonse Foucault
Maurice-Victor-Alphonse Foucault, francoski general, * 21. januar 1886, † 10. februar 1948.